# Амер Абдулрахман
Амер Абдул Рахман Абдулла Хусейн Аль Хамади (араб. عامر عبد الرحمن عبد الله حسين الحمادي‎; родился 3 июля 1989, Абу-Даби) — более известный как Амер Абдулрахман, эмиратский футболист, полузащитник клуба «Бани Яс» и сборной ОАЭ.

## Клубная карьера

### Ранние годы
Амер родился в семье Абдула Рахмана. У него пять братьев и три сестры. В возрасте шести лет Амер начал играть в волейбол за «Аль Джазиру» и играл ещё три года до девяти лет. Затем он переключился на футбол, это произошло из-за соседа Салема аль-Мансури. Тот постоянно советовал Амеру играть в футбол, так как видел в нём что-то особенное. Салем перед смертью записал его в клуб «Бани Яс», и с того дня он последовал за мечтой Салема и превратился в одного из лучших футболистовов ОАЭ.

### «Бани Яс»
До 2009 года Амер выступал во втором по значимости дивизионе страны, пока его команда в сезоне 2008/09 не вышла в высший дивизион. 17 октября 2009 года Амер дебютировал в Премьер-лиге в матче против дубайского «Ан-Наср», где ассистировал товарищу по команде Папе Джорджесу. 30 октября 2009 года сделал две голевые передачи в игре против «Аджмана». Он отдал ещё одну голевую передачу в матче против «Аль-Джазиры».
7 января 2010 года «Бани Яс» объявил о продлении контракта с Амером до 2015 года. 2 февраля 2010 года Амер стал лучшим молодым арабским футболистом года. 28 февраля 2010 года в Кубке лиги против «Аль-Шабаб» он отдал результативную передачу Салеху аль-Менхали. 18 марта он забил свой первый гол в Премьер-лиге в ворота «Аль-Джазиры». 22 апреля он сделал дубль в матче против «Аль-Зафры». 28 апреля Амер подтвердил, что получил предложения от лондонского «Арсенала», немецкого «Штутгарта», бельгийского «Андерлехта» и нескольких местных клубов». Однако Амер отклонил все предложения и решил остаться в «Бани Яс.
28 августа Амер начал сезон 2010/11, сделав результативную передачу на Андре Сенгора в матче против «Аль-Шабаб». 21 октября он сделал два голевых паса в матче против «Дубая».
16 мая 2011 года Амер забил свой второй гол с пенальти и отдал голевой пас Мустафе Кариму в игре с «Дубаем». 28 мая он забил гол в ворота «Шарджи». Всего в сезоне 2010/11 Амер забил 3 гола и отдал 5 передач.
22 октября 2011 года Амер забил свой первый гол в новом сезоне в домашнем матче против «Аль-Васла». 28 октября он отдал голевую передачу Юсифу Джаберу в матче против «Аль-Джазиры». 22 ноября он сделал две результативные передачи в игре против «Эмирейтс».
5 января 2012 года Амер продолжил демонстрировать хорошую форму, сделав ассист Юсифу Джаберу в матче против «Шабаб Аль-Ахли». 11 мая Амер отдал ещё одну результативную передачу в матче против «Шабаб Аль-Ахли», закончившемся поражением его команды 4:6. 16 мая Амер забил свой первый гол в Лиге чемпионов АФК за «Бани Яс» в матче против «Пахтакора» и таким образом вывел клуб в 1/8 финала. Он закончил сезон с 9 передачами в 22 матчах.
4 октября 2012 года в своём третьем матче в чемпионате 2012/13 Амер отдал две передачи, сначала Андре Сенгору, который сравнял счёт, а после Юсифу Джаберу, забившему победный гол со штрафного, благодаря чему «Бани Яс» одержал победу над «Дубаем» 3:2.
15 февраля 2013 года Амер оформил голевую передачу Хабушу Салеху в очередном матче против «Дубая». 26 февраля Амер ассистировал Юсифу Джаберу в матче Лиге чемпионов Персидского залива против «Аль-Фейсали». 23 апреля «Бани Яс» одержал победу по пенальти 4:3 в четвертьфинале Лиги чемпионов Персидского залива над клубом «Аль-Мухаррак», Амер забил первый пенальти в серии, ударив в правый от вратаря угол. 12 мая Амер навесил с правого фланга на голову Андре Сенгора, и тот забил гол, в матче против «Аль-Айна». Амер завершил сезон, выиграв вместе с командой Лигу чемпионов Персидского залива. В финале был обыгран катарский клуб «Аль-Хор» с общим счётом 3:1.

### «Блэкберн Роверс»
19 июля 2013 года из многочисленных источников было подтверждено, что Амер будет проходить двухнедельные сборы в английском клубе «Блэкберн Роверс». Тренер клуба Гэри Бойер заявил, что клуб просто присматривается к Абдулрахману, а также к некоторым другим футболистам. 3 августа 2013 года Амер покинул «Блэкберн Роверс» и снова тренировался в своём клубе «Бани Яс».

### «Аль-Айн»
2 июля 2016 года Амер официально перешёл в «Аль-Айн», подписав трёхлетний контракт, и вскоре был представлен на пресс-конференции в качестве игрока клуба. 23 августа 2016 года он дебютировал за команду в Лиге чемпионов АФК против ташкентского «Локомотива». Во втором сезоне в новой команде впервые в карьере стал чемпионом страны, а также выиграл Кубок, сделав таким образом «золотой дубль». На правах чемпиона ОАЭ, а также команды-хозяина «Аль-Айн» стал участником Клубного чемпионата мира 2018, где неожиданно преодолел все этапы соревнования и вышел в финал, где не смог навязать борьбу мадридскому «Реалу». На турнире Амер сыграл в трёх матчах.

### Дальнейшая карьера
В 2019 году Амер перешёл в «Аль-Джазиру». 31 августа 2019 года он дебютировал за клуб в кубковом матче против «Шабаб Аль-Ахли». 19 сентября Амер сыграл первую игру за «Аль-Джазиру» в чемпионате страны против «Аль-Зафры».
В начале 2021 года Амер вернулся в «Бани Яс». Первый матч после возвращения сыграл 26 февраля 2021 года против «Аджмана».

## Карьера в сборной
Амер дебютировал в национальной команде, когда был вызван в сборную ОАЭ до 17 лет на международный турнир в 2006 году. С ней он в 2008 году выиграл чемпионат Азии до 19 лет. Он также был в составе команды на чемпионате мира 2009 среди молодёжных команд в Египте, где дошёл с командой до четвертьфинала. В следующем году он помог олимпийской сборной выиграть Кубок наций Персидского залива 2010 года среди юношей до 23 лет в Катаре и был назван игроком турнира. В том же году выиграл серебряную медаль Азиатских игр в Китае.
12 ноября 2009 года Амер дебютировал во взрослой сборной ОАЭ в товарищеском матче против «Манчестер Сити» в возрасте 20 лет, когда вышел на замену в начале второго тайма.
В составе сборной был участником Кубка Азии 2011 года в Катаре. На турнире сыграл во всех играх своей сборной, однако его команда не смогла забить ни одного гола и не вышла из группы.
3 июля 2011 года он забил свой первый гол за сборную в товарищеском матче против «Грёдига». Амер участвовал на летних Олимпийских играх 2012, сыграв во всех трёх матчах.
Участвовал на Кубке Азии 2015 года в Австралии. На континентальном первенстве был основным игроком и принял участие во всех играх, взяв вместе со сборной бронзовые медали.
Через четыре года был включён в заявку эмиратцев на домашней для них Кубок Азии 2019. На турнире сыграл в четырёх матчах, а сборная ОАЭ, как и четыре года назад, оступилась в полуфинале, проиграв крупно Катару 0:4.

## Достижения
«Бани Яс»
- Чемпион Первого дивизиона: 2008/09
- Победитель Лиги чемпионов Персидского залива: 2012/13

«Аль-Айн»
- Чемпион ОАЭ: 2017/18
- Обладатель Кубка ОАЭ: 2018

Личные
- Молодой арабский игрок года: 2010